# Burktelefon

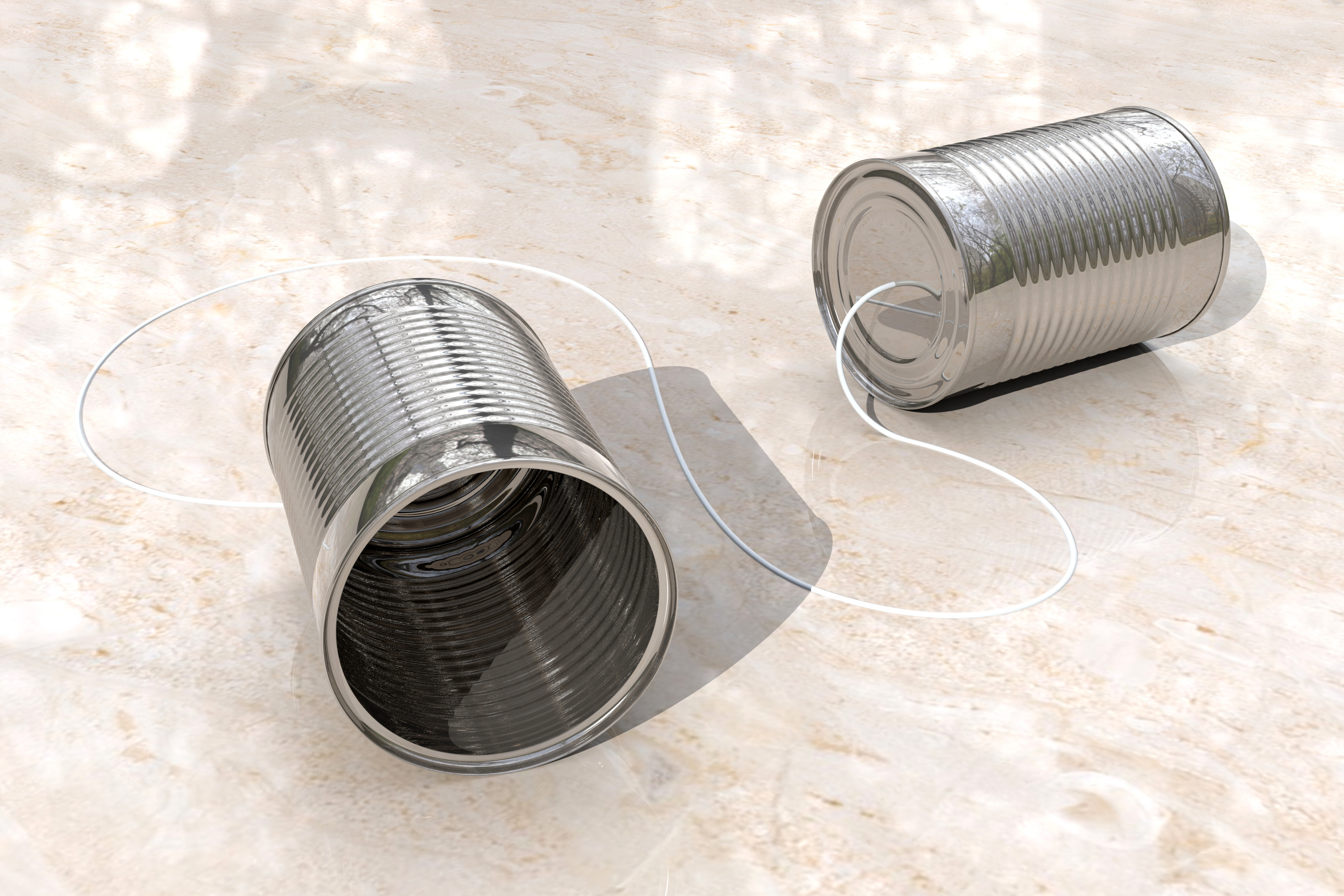
3D-grafisk burktelefon.

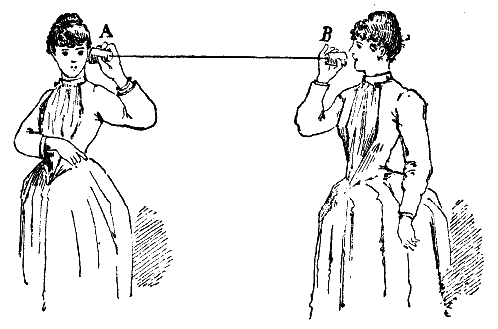
Burktelefonens funktion illustreras.

En burktelefon, muggtelefon  eller trådtelefon är en enkel leksakstelefon som består av två muggar eller burkar sammanbundna med en tråd som fästs i botten på respektive burk. När tråden hålls spänd kan ljud fortplanta sig genom den mellan burkarna.
Burktelefoner påminner om de första telefonerna, som såldes parvis, men då fick var och en sätta upp sin egen tråd.
Att konstruera burktelefoner är ett lärorikt sätt för barn att se hur ljud fortplantar sig.